# Lycium decumbens
Lycium decumbens là loài thực vật có hoa trong họ Cà. Loài này được Welw. ex Hiern mô tả khoa học đầu tiên năm 1898.